# Acidomyces richmondensis
Acidomyces richmondensis är en svampart som beskrevs av B.J. Baker, M.A. Lutz, S.C. Dawson, P.L. Bond & Banfield 2004. Acidomyces richmondensis ingår i släktet Acidomyces och familjen Teratosphaeriaceae.   Inga underarter finns listade i Catalogue of Life.